# Wolfgang Gerber
Wolfgang Gerber (* 3. November 1938 in Saarbrücken) war von 1992 bis 2003 Richter am Bundesgerichtshof.

## Leben
Gerber trat im Januar 1966 als Gerichtsassessor in den Justizdienst des Saarlandes ein. Im März 1969 wurde er zum Landgerichtsrat bei dem Landgericht Saarbrücken, im August 1983 wurde er zum Richter am Oberlandesgericht Saarbrücken ernannt.
Seit 3. März 1992 war Gerber Richter am Bundesgerichtshof. Er war zunächst im II. Zivilsenat, ab Januar 1993 dann im XII. Zivilsenat tätig. Von November 2001 bis zu seinem Eintritt in den Ruhestand war Gerber stellvertretender Vorsitzender dieses Senats.
Nach Erreichen der Altersgrenze trat Gerber am 30. November 2003 in den Ruhestand.